# Amphibamus
Amphibamus is een geslacht van uitgestorven temnospondyle Batrachomorpha, (basale 'amfibieën'). Hij leefde in het Boven-Carboon (Moskou, ongeveer 310 miljoen jaar geleden) en zijn fossiele overblijfselen zijn gevonden in Noord-Amerika en Europa.

## Beschrijving
Dit kleine, nog geen twintig centimeter lange dier had een grote kop met grote oogkassen en een compact en vrij kort lichaam. De poten staken uit aan de zijkanten van het lichaam en waren meer ontwikkeld dan die van hedendaagse Lissamphibia. De staart was relatief kort, terwijl er aan de achterkant van de schedel een inkeping was, wat aangeeft dat het dier tijdens het leven waarschijnlijk een trommelvlies had. Amphibamus wordt vertegenwoordigd door talrijke fossiele exemplaren, variërend van de meest juveniele stadia (larven) met uitwendige kieuwen tot meer volwassen individuen die al een metamorfose hadden ondergaan, waarbij een groot deel van het skelet is verbeend.
Hoewel het handwortelbeen, voetwortelbeen en extremiteiten van de pijpbeenderen kraakbeenachtig bleven, is deze soort opmerkelijk vanwege zijn snelheid om een volwassen stadium te bereiken bij een zeer kleine omvang, met een schedel van minder dan twee centimeter lang. De kleine omvang van de schedel wordt benadrukt door de grote oogkassen, die naar onderen de verhemeltebeenderen doorsnijden en naar boven bijna de frontale botten bereikten. Het quadratum, meestal een van de laatste botten die bij basale Batrachomorpha zijn verbeend, was volledig gevormd, met een bovenste tak die vergelijkbaar is met de structuur die de trommelvliesring draagt bij de hedendaagse kikkers.

## Classificatie
Amphibamus was een basale vertegenwoordiger van Dissorophoidea, een groep temnospondyle Batrachomorpha die duidelijk landbewoners waren. In tegenstelling tot de meeste dissorophoïden, was Amphibamus echter in wezen verstoken van een pantser en waren de afmetingen vrij klein. Veel kenmerken van Amphibamus hebben ertoe geleid dat wetenschappers hem als een soort voorloper van de huidige kikkers beschouwen, waaraan hij echter niet nauw verwant is. Hij wordt vaak ingedeeld in de eigen familie Amphibamidae. De typesoort is Amphibamus grandiceps. Een andere bekende soort is Amphibamus lyelli, die echter opnieuw werd ingedeeld bij het andere geslacht Platyrhinops.

## Paleobiologie
Vanwege de verhoudingen van het lichaam is het waarschijnlijk dat Amphibamus meer een waterdier was dan de andere dissorophoïden, maar het is ook mogelijk dat hij een groot deel van zijn tijd op de bosbodem tussen plantenresten doorbracht met het jagen op kleine ongewervelde dieren. Er zijn talrijke overblijfselen van 'amfibieën' gevonden in de bekende steenkoollagen van Linton (Ohio), Mazon Creek (Illinois) en Nýřany (Tsjechië).